# دون راندال
دون راندال (بالإنجليزية: Don Randall)‏ هو سياسي أسترالي، ولد في 2 مايو 1953 في ميريدين في أستراليا، وتوفي في 21 يوليو 2015 في أستراليا بسبب نوبة قلبية. حزبياً، نشط في الحزب الليبرالي الأسترالي. وقد انتخب عضو مجلس النواب الأسترالي عن دائرة Division of Canning ‏ (10 نوفمبر 2001 – 21 يوليو 2015) وانتخب عضو مجلس النواب الأسترالي عن دائرة Division of Swan ‏ (2 مارس 1996 – 3 أكتوبر 1998).